# Куактак
Куактак (англ. Quaqtaq, інук. ᖁᐊᖅᑕᖅ, фр. Quaqtaq) — село у районі Нунавік регіону Північ Квебеку канадської провінції Квебек, на березі Гудзонової протоки. Населення села становить 376 людей (перепис 2011 року), близько 93% якого складають ескімоси.
Село є одним з 14 так званих північних сіл (офіційний статус) Квебеку.
У селі є аеропорт.

## Назва
З 1950-х років село позначалося на канадських картах під назвою Koartak, у 1960-х роках село певний час називалося Notre-Dame-de-Koartac, сучасна назва — з 1980 року.

## Географічні дані
Село розташоване на сході півострова Унгава, на східному березі бухти Даяна-Бей, або Діана-Бей (Diana Bay), ескімоська назва якої Tuvaaluk, приблизно за 5 км від Гудзонової протоки.
У адміністративному відношенні село входить до складу району Нунавік регіону Північ Квебеку провінції Квебек.
Територія села 26,54 км² (за іншими даними 26,60 км²), однак заселена частина села становить лише приблизно 1 км². Навколо села, як і навколо інших ескімоських сіл Нунавіку, розташована резервна територія інуітів (офіційне поняття) (фр. terre réservée inuit). Ця територія призначена для використання виключно ескімосами, її площа дорівнює 523,83 км² (за іншими даними 543,10 км²), її географічний код — 99889. Кордони резервних територій інуітів встановлено 2 травня 1995 року.

### Клімат
Куактак знаходиться у зоні, котра характеризується кліматом полярних пустель. Найтепліший місяць — липень із середньою температурою 5 °C (41 °F). Найхолодніший місяць — лютий, із середньою температурою -7 °С (-21.7 °F).
| Клімат Куактака         | Клімат Куактака | Клімат Куактака | Клімат Куактака | Клімат Куактака | Клімат Куактака | Клімат Куактака | Клімат Куактака | Клімат Куактака | Клімат Куактака | Клімат Куактака | Клімат Куактака | Клімат Куактака | Клімат Куактака |
| Показник                | Січ.            | Лют.            | Бер.            | Квіт.           | Трав.           | Черв.           | Лип.            | Серп.           | Вер.            | Жовт.           | Лист.           | Груд.           | Рік             |
| Середній максимум, °C   | −18             | −18             | −14             | −7              | 0               | 4               | 9               | 8               | 4               | 0               | −4              | −12,2           | −4              |
| Середня температура, °C | −21             | −22             | −17             | −11             | −3              | 1               | 5               | 5               | 2               | −2              | −7              | −15             | −7              |
| Середній мінімум, °C    | −24             | −25             | −20             | −14             | −6              | −1              | 2               | 2               | 0               | −3              | −9              | −18             | −9              |
| Норма опадів, мм        | 17              | 12              | 12              | 15              | 18              | 30              | 43              | 45              | 45              | 34              | 24              | 17              | 311             |
| ----------------------- | --------------- | --------------- | --------------- | --------------- | --------------- | --------------- | --------------- | --------------- | --------------- | --------------- | --------------- | --------------- | --------------- |
| Джерело: Weatherbase    |                 |                 |                 |                 |                 |                 |                 |                 |                 |                 |                 |                 |                 |

## Історія
Археологічні дані показують, що людина проживала тут ще до нашої ери. Представники культури туле, предки сучасних ескімосів, з'явилися тут приблизно 1400 або 1500 року н. е.
Перший пункт скуповування хутра у ескімосів з'явився у цих місцях, за кілька кілометрів на південний захід від сучасного села, у 1927 році. Він діяв до 1950 року.

## Населення
Населення села Куактак за переписом 2011 року становить 375 людини і для нього характерним є зростання у період від перепису 2001 року
- 2001 рік — 305 особи[8]
- 2006 рік — 315 особа[8]
- 2011 рік — 375 осіб[2]

Дані про національний склад населення, рідну мову й використання мов у селі Куактак, отримані під час перепису 2011 року, будуть оприлюднені 24 жовтня 2012 року. Перепис 2006 року дає такі дані:
- корінні жителі — 300 осіб,
- некорінні — 10 осіб.

| Мова                                          | Рідна мова | Рідна мова | Володіння офіційною мовою | Володіння офіційною мовою | Мова, якою найчастіше розмовляють вдома | Мова, якою найчастіше розмовляють вдома | Мова, якою найчастіше розмовляють на роботі | Мова, якою найчастіше розмовляють на роботі |
| Мова                                          | 2006       | 2011       | 2006                      | 2011                      | 2006                                    | 2011                                    | 2006                                        | 2011                                        |
| Англійська                                    | 10         |            | 165                       |                           | 20                                      |                                         | 40                                          |                                             |
| Французька                                    | 10         |            | 25                        |                           | 0                                       |                                         | 0                                           |                                             |
| Французька і англійська                       |            |            | 0                         |                           | 0                                       |                                         | 0                                           |                                             |
| Англійська і неофіційна мова                  | 0          |            | 0                         |                           | 10                                      |                                         | 0                                           |                                             |
| Французька і неофіційна мова                  | -          |            | -                         |                           | 0                                       |                                         | 0                                           |                                             |
| Інша мова (мови)                              | 295        |            | -                         |                           | 295                                     |                                         | 110                                         |                                             |
| Не володіють ані англійською, ані французькою | -          | -          | 70                        |                           | -                                       | -                                       | -                                           | -                                           |